# Carlota Jaramillo
María Isabel Carlota Jaramillo Jaramillo, conocida en el medio artístico como Carlota Jaramillo (Calacalí, Ecuador, 9 de julio de 1904 - Quito, Ecuador, 10 de diciembre de 1987) fue una popular cantante ecuatoriana, llamada entre otros calificativos como "La Reina del Pasillo" y la "Alondra Quiteña".

## Biografía

### Origen familiar

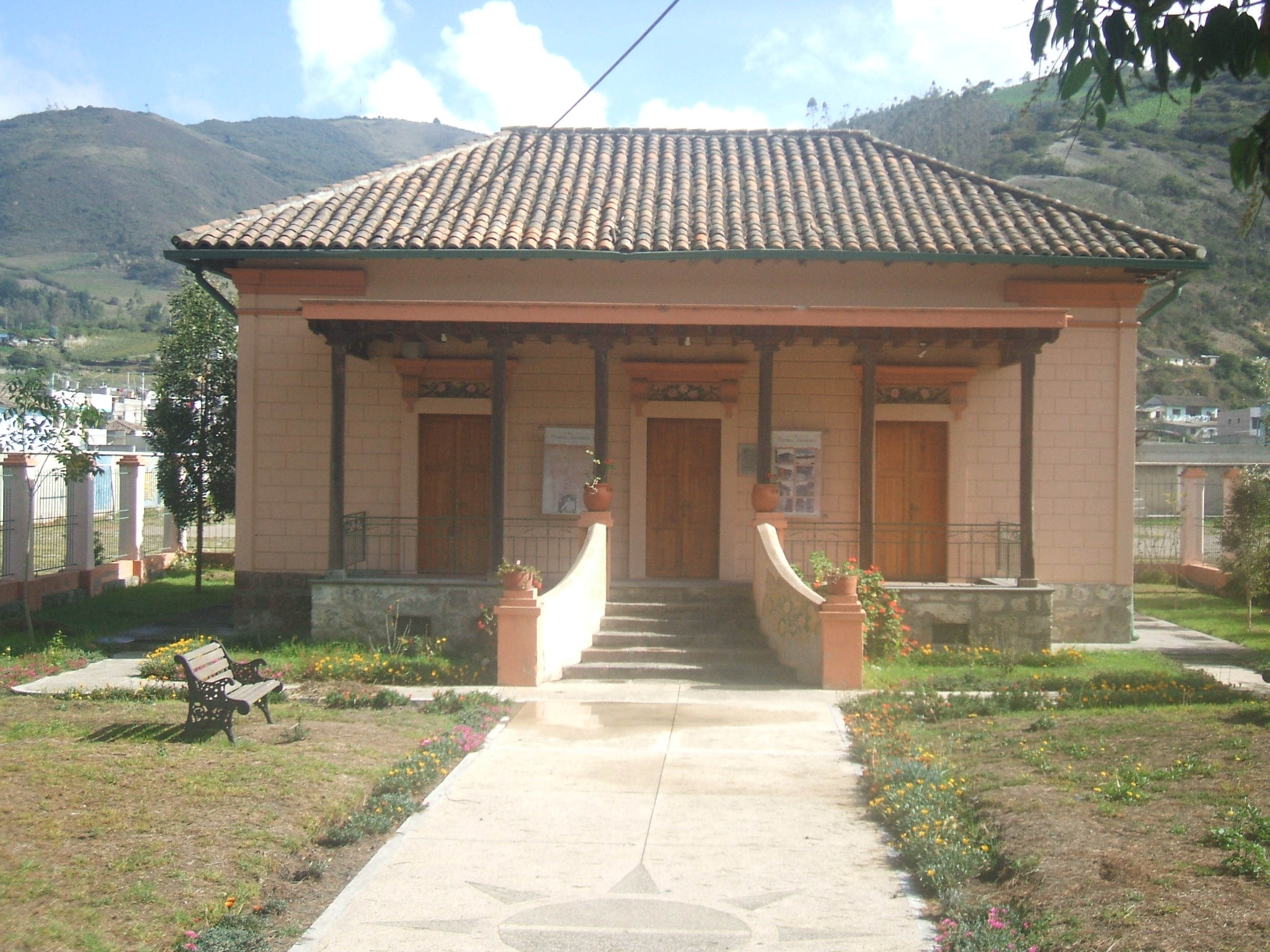
Casa de Carlota Jaramillo, ahora convertida en museo

Nació en Calacalí, parroquia rural, cerca de San Antonio, muy cerca de la Mitad del Mundo, en la provincia de Pichincha, al norte de la ciudad de Quito el día 9 de julio de 1904. Sus padres fueron Isaac Jaramillo Jaramillo y Natalia Jaramillo (quien sería su prima) ambos naturales de Calacalí. Sus padres eran dueños de la finca ubicada en esa ciudad llamada “El otro lado” porque estaba detrás de una quebrada. Tuvo dos hermanos y fue la segunda en nacer. Carlota siempre se encontró rodeada por un ambiente cultural en su familia, puesto que tanto su padre como su abuelo tocaban la guitarra.Al dedicarse a la música conocería a Jorge Araujo Chiriboga, oriudo de la ciudad de Riobamba y reconocido cantante y compositor musical, con quien se casaría, a pesar de la oposición de sus padres.

### Carrera profesional
Estudió en el Colegio Normal y estuvo marcado por la segunda Misión Pedagógica alemana, donde tendría como profesora a Eleonora Neumann y conocería a Sixto María Durán, reconocido músico y compositor de Ecuador. Una de sus primeras presentaciones fue en 1925 cuando formaría parte de la “Compañía Dramática Nacional” de Marco Barahona. En junio de 1926 egresó como Profesora Normalista.
Su éxito como artista estuvo vinculado al auge y popularidad de la radio en Ecuador, que le permitió iniciar una carrera que se consolidaría dos años más tarde cuando grabó junto al empresario Luis Pino Yeroví, quien fuera propietario del sello Emporio Musical. Tenía para entonces 36 años cuando recibió el título con el que sería conocida más tarde "La Reina del Pasillo Nacional". No solo cantaba pasillos, también destacaban sus interpretaciones de albazos por lo que a veces es llamada "La Reina de la Canción Nacional", sin embargo por la fuerza que tiene el pasillo que lo hace destacar sobre el resto de géneros musicales en el país, muchas veces los dos títulos son intercambiables. Después grabaría varias canciones con el sello Odeón a dúo con Luis Alberto Valencia, del dúo Benítez Valencia.Las interpretaciones que hizo sobre pasillos ya conocidos como Sendas distintas o Para mi tu recuerdo la hicieron famosa. Esta última es una canción que se basa en el poema original del autor modernista Arturo Borja, perteneciente a la generación decapitada. Posteriormente vivió temporalmente en la ciudad de Ambato en 1948, mientras trabajó en el Colegio Bolívar ya que su esposo Jorge Araujo Chiriboga fue designado Cajero de Estancos en esa ciudad. Años más tarde regresaría a Quito donde trabajaría como Ayudante en el Ministerio de Economía. A pesar de que tanto ella como su esposo eran destacados músicos de Ecuador, buscaron puestos de trabajo administrativos tanto en colegios como en ministerios para poder salir adelante.

### Fallecimiento
Murió a los 83 años de edad a causa de traumatismos cerebrales producidos por una caída en su casa en la ciudad de Quito, el 27 de febrero de 1970, tras lo cual la Asamblea Nacional reconoció oficialmente su título como reina del Pasillo.

## Logros y homenajes

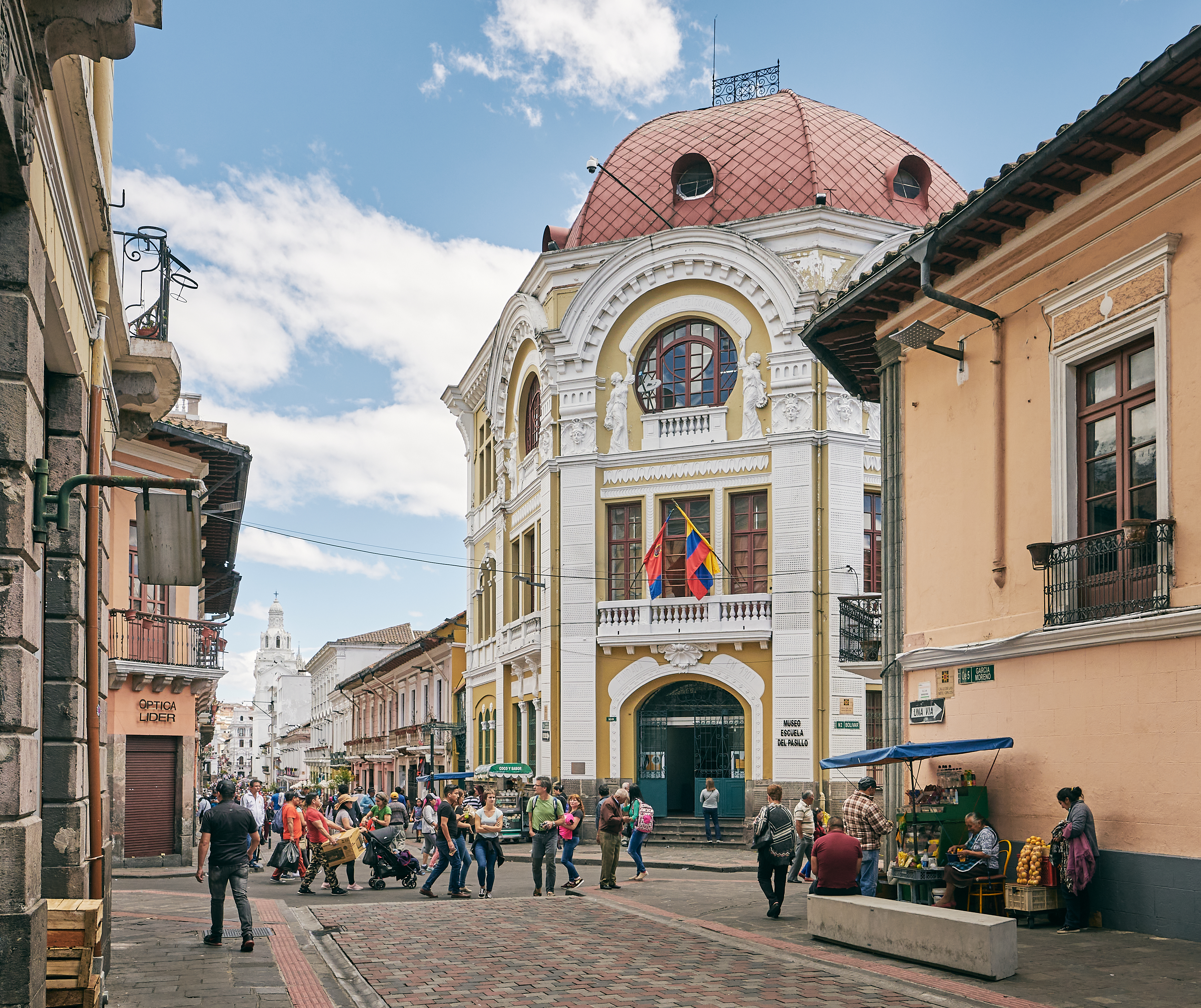
Museo del Pasillo en Quito, donde se narra la historia de Carlota Jaramillo

Su trayectoria discográfica estuvo llena de éxitos, con melodías como Sendas distintas, La ingratitud, Sombras, Honda pena y Para mí tu recuerdo. Tuvo varios homenajes durante su vida, pero el que más le llenó de alegría, según sus propias palabras, fue el que le tributó su pueblo natal, Calacalí, con el levantamiento de un monumento en el año de 1972. En su funeral recibió el reconocimiento de las más altas esferas del Estado. Con la inauguración en Calacalí de la Casa Museo Carlota Jaramillo, el Municipio de Quito ha contribuido a perennizar su recuerdo y a enaltecer el valor de la música ecuatoriana.Dicho museo se levantó sobre la residencia original de Carlota Jaramillo en su natal Calacalí, la casa que se encontraba en un estado deteriorado fue primeramente restaurada y después su interior adecuado para poder presentar el museo al público. Recuerdan a la artista con la frase: "Decir "Carlota Jaramillo es recordar la voz incansable de nuestra música y la expresión sentimental de nuestra poesía" Aunque su carrera en cuanto a grabaciones fue corta, la llevó a cabo durante la década de los años treinta hasta los cincuenta principalmente, años que fueron clave para el desarrollo del pasillo, género musical característico de Ecuador al añadir letra a las composiciones instrumentales del siglo XIX, como los que compuso Carlos Amable Ortiz y se encontraban más cerca de la música clásica, el vals y los bailes de salón. 
La interpretación de los pasillos durante esta época difiere sin embargo a la interpretación común que incluye guitarra y requinto, y que fue desarrollada posteriormente. La figura de Carlota Jaramillo se resumen de la siguiente forma:

Es ella quien posiciona al pasillo como un elemento importante en la identidad nacional. Era más intérprete que cantante porque no solo tenía una gran voz, sino que transmitía sentimientos al cantar. [...] Carlota Jaramillo grabó 38 canciones en su vida artística, pero son suficientes para ubicarla como patrimonio cultural, reina y señora de la música.

## Selección de canciones
Entre los principales temas que fueron popularizadas por Carlota Jaramillo se encuentran en su mayoría pasillos aunque también interpretó otros géneros como el albazos, vals o sanjuanitos. Era conocida por su amplio registro vocal que le permitía cantar notas agudas, algo que aprovechaba al momento de interpretar temas como "Sendas distintas" cuya introducción le hizo reconocida.

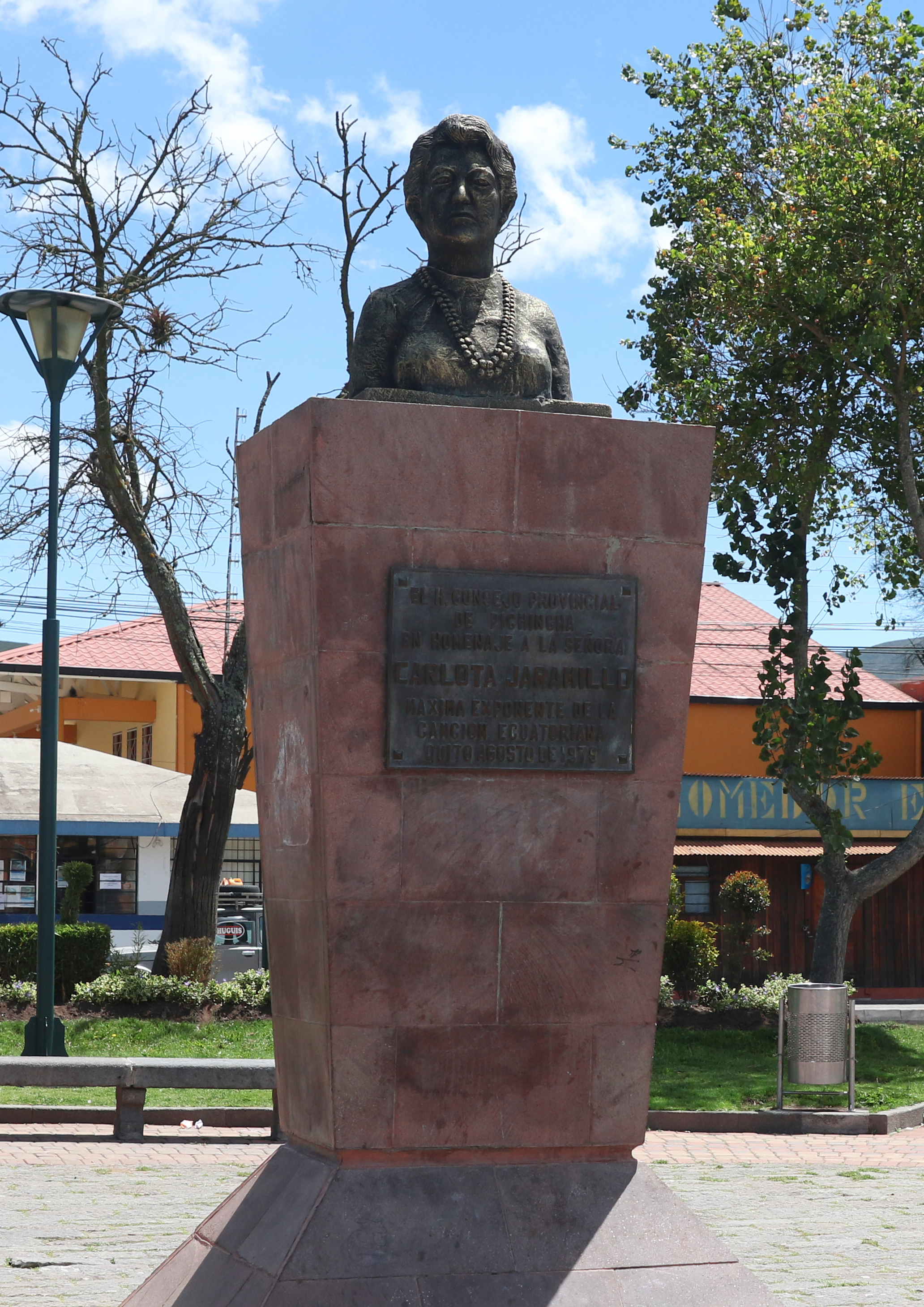
Monumento en su ciudad natal Calacalí

### Pasillos
- Alma Lojana
- Almas Gemelas
- Aquellos ojos
- Arias Intimas
- A unos ojos
- Bonita Guambrita
- Esta pena mía
- Faltandome tú
- Grito del Alma
- Honda pena
- Imploración de Amor
- Para mi tu recuerdo
- Profunda herida
- Sendas distintas
- Sombras
- Si tu me olvidas

### Otros géneros
- Amor imposible
- Alza que te han visto
- Espinas (vals)
- Esta guitarra vieja (albazo)
- El huasicama (sanjuanito)
- Me has robado el corazón
- Pajarillo
- Sin esperanza